# باتريك هنري نيلسون
باتريك هنري نيلسون الثالث (بالإنجليزية: Patrick Henry Nelson III) كان سياسيًا ومحاميًا أمريكيًا من كولومبيا (كارولاينا الجنوبية)، وُلد في 11 مارس 1910 وتوفي في 28 يونيو 1964. خدم أيضًا كضابط في مشاة البحرية الأمريكية خلال الحرب العالمية الثانية.

## السيرة
ينتمي نيلسون إلى عائلة بارزة في ولاية كارولاينا الجنوبية، وكان والده وجده من الشخصيات السياسية المؤثرة في الولاية. حصل على تعليمه القانوني ومارس المحاماة في كولومبيا، حيث أنشأ سمعة قوية كمحامٍ بارز.
خلال الحرب العالمية الثانية، التحق بسلاح مشاة البحرية الأمريكية وشارك في العمليات العسكرية في المحيط الهادئ. بعد انتهاء الحرب، عاد إلى كولومبيا وواصل نشاطه القانوني والسياسي، وكان من أنصار الحزب الديمقراطي في الجنوب الأمريكي.